# Tytthus pygmaeus
Tytthus pygmaeus is een wants uit de familie van de blindwantsen (Miridae). De soort werd het eerst wetenschappelijk beschreven door Johan Wilhelm Zetterstedt in 1838.

## Uiterlijk
De wants komt in twee varianten voor, kortvleugelig (brachypteer) of langvleugelig (macropteer) en kan een lengte van 2,5 tot 3 mm bereiken. De geelwitte verharde voorvleugels zijn enigszins transparant, het doorzichtige vliezige gedeelte van de voorvleugels heeft gele aders. De kop, het halsschild en het scutellum zijn zwart, naast de bolle ogen bevindt zich een vaag licht vlekje. Het halsschild is geheel zwart of heeft een gele vlek die naar de voorkant toe breder wordt. Van de gele pootjes hebben de schenen zwarte stekeltjes. De antennes zijn zwart, het eerste segment heeft een wit uiteinde.

## Leefwijze
De wants legt eitjes aan het eind van het seizoen die na de winter uitkomen. Er is één generatie in het jaar waarvan de volwassen wantsen van juni tot september gevonden kunnen worden op grassen in vochtige gebieden met veenachtige bodem of droge weiden en kustduinen. Ze voeden zich met eitjes en larven van spoorcicaden (Delphacidae).

## Leefgebied
Het verspreidingsgebied is Holarctisch, van Noord- en Midden-Europa tot Centraal-Azië en Siberië en Noord-Amerika. In Nederland is de soort zeldzaam.